# Колодея
Колодея — река в России, протекает по Мошенскому району Новгородской области. Река вытекает из озера Колодея. Устье реки находится в 172 км по левому берегу реки Кобожа. Длина реки составляет 10 км. Примерно в 2,5 км от устья ширина реки — 12 метров, глубина — 2 метра.
На реке стоит деревня Гринева Гора Кабожского сельского поселения.

## Данные водного реестра
По данным государственного водного реестра России относится к Верхневолжскому бассейновому округу, водохозяйственный участок реки — Молога от истока и до устья, речной подбассейн реки — Реки бассейна Рыбинского водохранилища. Речной бассейн реки — (Верхняя) Волга до Куйбышевского водохранилища (без бассейна Оки).
Код объекта в государственном водном реестре — 08010200112110000006481.